# Irma Johansson
Pour les articles homonymes, voir Johansson.
Irma Johansson (née le 3 avril 1932 à Kalix) est une fondeuse suédoise.

## Palmarès

### Jeux olympiques
- Jeux olympiques d'hiver de 1956 à Cortina d'Ampezzo
  -  Médaille de bronze en relais 3 × 5 km.
- Jeux olympiques d'hiver de 1960 à Squaw Valley
  -  Médaille d'or en relais 3 × 5 km.

### Championnats du monde
- Championnats du monde de ski nordique 1958 à Lahti
  -  Médaille de bronze en relais 3 × 5 km.